# Jorge Medina Barra
Jorge Medina Barra (Chijchipa, 24 de abril de 1968-23 de noviembre de 2022) fue un activista boliviano por los derechos del pueblo afroboliviano, radialista y actor. Fue elegido diputado en 2010 y formó parte de la Asamblea Legislativa Plurinacional.

## Biografía
Jorge Medina nació en la población de Chijchipa, en el municipio de Coroico, en el departamento de La Paz, el 24 de abril de 1968. 
Fue director ejecutivo del Centro afroboliviano para el desarrollo integral y comunitario “CADIC” (2006-2009) y representante nacional del pueblo afroboliviano (2007-2009). El 6 de diciembre de 2009 se postuló como candidato a la diputación por la Circunscripción Especial Indígena Originaria y Afroboliviana. En 2010 fue posesionado como el primer diputado afroboliviano en Bolivia.
Trabajó en el desarrollo de varias leyes contra el racismo y la discriminación, así como de la visibilización del pueblo afroboliviano a través de la declaración del 23 de septiembre como el Día del Pueblo y la Cultura Afroboliviana. Además, influyó en la aprobación de la Ley N°045 denominada "Ley contra el Racismo y Toda Forma de Discriminación". Fue además presidente de Movimiento Cultural Saya Afroboliviano y director del Centro Afroboliviano para el Desarrollo Integral y Comunitario.

## Premios y reconocimientos
- Premio Emilio Castelar (2008)